# Chthonius exarmatus
Chthonius exarmatus är en spindeldjursart som beskrevs av Beier 1939. Chthonius exarmatus ingår i släktet Chthonius och familjen käkklokrypare. Inga underarter finns listade i Catalogue of Life.